# Дехтяренко Ярослав Максимович
Ярослав Максимович Дехтяренко (нар. 5 квітня 1998) — український футболіст, півзахисник. У 2016—2021 роках виступав за харківський «Металіст 1925», з яким пройшов шлях від аматорської першості України до Першої ліги чемпіонату України.

## Життєпис
Вихованець «Металіста». З 2015 по 2016 рік виступав за харківський клуб у юнацькому U-19 чемпіонаті України, в якому зіграв 20 матчів.
У 2016 році приєднався до новоствореного «Металіста 1925», з яким виграв срібні нагороди аматорського чемпіонату України (зіграв 8 матчів та відзначився 2-ма голами) та виборов путівку до Другої ліги. На професійному рівні дебютував 15 липня 2017 року в програному (0:1) виїзному поєдинку 1-го туру групи «Б» Другої ліги проти «Дніпра-1». Ярослав вийшов на поле на 64-й хвилині, замінивши Володимира Чернікова, а на 74-й хвилині отримав жовту картку. Дебютним голом за харківську команду відзначився 9 серпня 2017 року на 87-й хвилині переможного (5:1) домашнього поєдинку 5-го туру Другої ліги групи Б проти миколаївського «Суднобудівника». Дехтяренко вийшов на поле на 82-й хвилині, замінивши Едмара. У сезоні 2017/18 років допоміг «Металісту 1925» завоювати бронзові нагороди чемпіонату та отримати путівку до Першої ліги.
За п'ять сезонів, проведених у «Металісті 1925», зіграв у 62-х офіційних матчах, у яких відзначився п'ятьма голами та чотирма гольовими передачами. Через проблеми зі здоров'ям Дехтяренко не зіграв жодного матчу в «бронзовому» сезоні 2020/21, за результатами якого «Металіст 1925» вийшов до Прем'єр-ліги, але футболіст протягом цього сезону залишався в команді. 2 липня 2021 року покинув харківський клуб.

## Досягнення
«Металіст 1925»
- Друга ліга України
  -  Бронзовий призер: 2017/18

- Чемпіонату України серед аматорів
  -  Срібний призер: 2016/17